# Moja gwiazda (manga)
Moja gwiazda (jap. 【推しの子】 Oshi no ko; dosł. „Moja ulubiona idolka” lub „Dzieci ich idolki”) – manga napisana przez Akę Akasakę i zilustrowana przez Mengo Yokoyari, publikowana na łamach magazynu „Shūkan Young Jump” wydawnictwa Shūeisha od kwietnia 2020 do listopada 2024. W Polsce prawa do dystrybucji nabyło wydawnictwo Studio JG.
Na podstawie mangi studio Doga Kobo wyprodukowało serial anime, który emitowano od kwietnia do czerwca 2023. Drugi sezon był emitowany od lipca do października 2024. Premiera trzeciego sezonu zaplanowana jest na 2026 rok.

## Fabuła
Lekarz, Goro Amemiya, otrzymuje zadanie odebrania porodu słynnej japońskiej idolki Ai Hoshino, jednak zanim jej dzieci zdążą przyjść na świat, zostaje zamordowany przez jej stalkera. Po śmierci odradza się jednak, ze wszystkimi swoimi wspomnieniami, jako jej dziecko wraz ze swoją byłą pacjentką, Sariną Tenjoji.
Po śmierci Ai z rąk prześladowcy, Aquamarine (Goro) przysięga pomścić ją zabijając osobę odpowiedzialną za jej śmierć, prawdopodobnie swojego tajemniczego ojca, natomiast jego siostra, Ruby Hoshino (Sarina), zamierza podążać za swoim marzeniem zostania idolką, idąc w ślady matki.

## Bohaterowie
- Aquamarine Hoshino (jap. 星野 愛久愛海 Hoshino Akuamarin) / Aqua (jap. アクア Akua)

Seiyū: Takeo Ōtsuka (Aqua, nastolatek), Yumi Uchiyama (Aqua, dziecko), Kent Itō (Goro) 
Pierwotnie położnik o imieniu Goro Amemiya, który był wielkim fanem Ai Hoshino, a także osobą odpowiedzialną za jej poród. Po tym jak zostaje zabity przez prześladowcę Ai, odradza się jako jej syn. Aquamarine, częściej nazywany Aqua, jest uczniem Liceum Yoto. Po śmierci swojej matki przysięga odkryć prawdę stojącą za morderstwem. Wierzy, że morderstwo zostało ukartowane przez jego nieznanego biologicznego ojca, który, jak teoretyzuje Aqua, działa w branży rozrywkowej. Podejmuje karierę aktorską, aby go odnaleźć i pomścić matkę.
- Ruby Hoshino (jap. 星野 瑠美衣 Hoshino Rubii)

Seiyū: Yurie Igoma (Ruby), Tomoyo Takayanagi (Sarina) 
Pierwotnie śmiertelnie chora pacjentka o imieniu Sarina Tendoji znajdująca się pod opieką Goro. Odradza się jako siostra bliźniaczka Aquamarine. Przed reinkarnacją Sarina miała obsesję na punkcie idolek i marzyła, by zostać jedną z nich. Po śmierci Ai, Ruby trenuje by zostać idolką tak jak jej matka. W wieku 14 lat Ruby zgłasza się na przesłuchanie, jednak zostaje odrzucona z powodu fałszywego telefonu Aquy, który nie pozwala jej iść w ślady Ai. Ruby postanawia więc założyć własną grupę idolek pod szyldem Ichigo Productions. W skład grupy idolek wchodzą Kana Arima i MEM-cho.
- Ai Hoshino (jap. 星野 アイ Hoshino Ai)

Seiyū: Rie Takahashi 
Ai żyła na wsi bez ojca, zaginionego od jej urodzenia, i matki, która została aresztowana. Dorastała w sierocińcu, a w wieku 12 lat została zwerbowana przez prezesa Ichigo Productions, Ichigo Saito, by zostać idolką. Ai nie wierzyła, że może zostać idolką, ponieważ nie wie, co znaczy kochać, jednak Ichigo wyjaśnia jej, że może kłamać i udawać, że okazuje fanom miłość. W końcu staje się twarzą grupy idolek, B-Komachi. W wieku 16 lat, Ai była w ciąży z bliźniętami. Zdecydowała się je urodzić i ukryła ten fakt przed światem, aby doświadczyć bycia rodziną. Z tego powodu tymczasowo zawiesiła swoją karierę. Po urodzeniu bliźniaków, Aquamarine i Ruby, powróciła do działalności idolskiej. W wieku 20 lat jeden z wielbicieli odkrył istnienie jej dzieci i zamordował ją za „zdradę fanów”.
- Kana Arima (jap. 有馬 かな Arima Kana)

Seiyū: Megumi Han 
Kana była uznawana za cudowne dziecko w dziedzinie aktorstwa, znane jako „dziecięcy geniusz, który potrafi rozpłakać się na zawołanie”. Po raz pierwszy spotkała się z Aquą, kiedy w serialu, w którym grała, potrzebowano statystów, a Aqua zastąpił jednego z nich. Jako nastolatka dostawała coraz mniej ról, ponieważ zawsze kradła światła reflektorów swoim rówieśnikom. Aby przetrwać w branży, Kana postanowiła powstrzymać swój talent aktorski. W szkole średniej ponownie spotkała się z Aquą i Ruby i zaczęła darzyć Aquę uczuciem. Wciąż walcząc o to, by odnieść sukces w branży aktorskiej, Ruby przekonuje ją, aby dołączyła do jej grupy idolek, B-Komachi. Kana dołącza ostatecznie do grupy i staje się jej główną twarzą.
- Akane Kurokawa (jap. 黒川 あかね Kurokawa Akane)

Seiyū: Manaka Iwami 
Aktorka, która zapisuje się do randkowego reality show dla nastolatków, Zakochajmy się w sławie, gdzie spotyka Aquę. W programie, Akane była postacią, na którą nie zwracano żadnej uwagi, jednak aby promować teatr, w którym obecnie pracowała, musiała odgrywać bardziej znaczącą rolę. W jednym z odcinków programu, przypadkowo podrapała twarz jednej z uczestniczek. Wściekli widzowie zaczęli obrażać ją w mediach społecznościowych i grozić jej śmiercią. Po przeczytaniu gróźb, chciała popełnić samobójstwo, jednak Aqua powstrzymuje ją i uspokaja. Pod koniec show, jej wizerunek zostaje oczyszczony, a Aqua całuje ją podczas ostatniego odcinka. Para postanawia zostać razem po zakończeniu programu, aby zachować pozory. Po kilku miesiącach ich związku Akane odkrywa plany Aquy dotyczące pomszczenia jego matki i przysięga wspierać go w każdy możliwy sposób.
- MEM-cho (jap. MEMちょ MEM-cho)

Seiyū: Rumi Ōkubo 
Gwiazda YouTube’a i TikToka, która zapisuje się do Zakochajmy się w sławie. Dążyła do zostania idolką, ale nie była w stanie tego dokonać ze względu na swoją sytuację rodzinną. Zdecydowała się na prowadzenie live streamów i kłamanie o swoim wieku, aby zdobyć wielu obserwujących. Po zakończeniu programu, Aqua rekrutuje ją do B-Komachi. Była niechętna ze względu na swój wiek, ale ostatecznie zdecydowała się dołączyć.
- Ichigo Saito (jap. 斎藤 壱護 Saitō Ichigo)

Seiyū: Hisao Egawa 
Prezes firmy Ichigo Productions i mąż Miyako Saito. Był odpowiedzialny za rekrutację Ai Hoshino do B-Komachi. Po jej śmierci pełni rolę opiekuna Aquy i Ruby.
- Miyako Saito (jap. 斎藤 ミヤコ Saitō Miyako)

Seiyū: Lynn 
Żona Ichigo Saito pełniąca rolę głównej opiekunki Aquy i Ruby po śmierci Ai. Zarządza Ichigo Productions i utrzymuje firmę na powierzchni po rozwiązaniu oryginalnego B-Komachi.
- Taishi Gotanda (jap. 五反田 泰志 Gotanda Taishi)

Seiyū: Yasuyuki Kase 
Reżyser filmowy, który zwerbował Aquę i przekonał go do zostania aktorem.

## Manga
Manga była publikowana od 23 kwietnia 2020 do 14 listopada 2024 w magazynie „Shūkan Young Jump”. Wydawnictwo Shūeisha zebrało jej rozdziały w 16 tankōbonach, wydawanych od 17 lipca 2020 do 18 grudnia 2024.
W Polsce manga ukazuje się nakładem wydawnictwa Studio JG.

## Anime
Powstanie adaptacji w formie anime zapowiedziano w czerwcu 2022. Później ujawniono, że będzie to serial telewizyjny wyprodukowany przez studio Doga Kobo i wyreżyserowany przez Daisuke Hiramakiego, wraz z Chao Nekotomi jako asystentką reżysera. Scenariusz napisał Jin Tanaka, postacie zaprojektował Kanna Hirayama, muzykę zaś skomponował Takurō Iga. Seria była emitowana od 12 kwietnia do 28 czerwca 2023 na antenie Tokyo MX i w innych stacjach. Rozszerzona 90-minutowa wersja pierwszego odcinka została wyświetlona z wyprzedzeniem w wybranych kinach w Japonii 17 marca tego samego roku. Motywem otwierającym jest „Idol” (jap. アイドル Aidoru) w wykonaniu Yoasobi, końcowym zaś „Mephisto” (jap. メフィスト Mefisuto) autorstwa Queen Bee.
Po emisji 11. odcinka zapowiedziano powstanie drugiego sezonu. Emisja rozpoczęła się 3 lipca i zakończyła 6 października 2024. Motyw otwierający, „Fatale” (jap. ファタール Fatāru), wykonuje Gemn (Kento Nakajima i Tatsuya Kitani), natomiast motyw końcowy, zatytułowany „Burning”, wykonało Hitsujibungaku.
Po wyemitowaniu trzynastego odcinka drugiego sezonu zapowiedziano powstanie sezonu trzeciego. Jego premiera zaplanowana jest na 2026 rok.

### Lista odcinków
| №  | Tytuł                                     | Reżyseria                                                                | Scenariusz                                      | Premiera         |
| -- | ----------------------------------------- | ------------------------------------------------------------------------ | ----------------------------------------------- | ---------------- |
| 1  | Mother and Children                       | Daisuke Hiramaki, Chao Nekotomi, Asami Nakatani, Ryōta Itō, Sung Min Kim | Daisuke Hiramaki, Chao Nekotomi, Asami Nakatani | 12 kwietnia 2023 |
| 2  | Mittsume no sentakushi (三つ目の選択肢)   | Sung Min Kim                                                             | Kōji Masunari                                   | 19 kwietnia 2023 |
| 3  | Manga gensaku dorama (漫画原作ドラマ)     | Kōki Uchinomiya                                                          | Takudai Kakuchi, Kenta Ōnishi                   | 26 kwietnia 2023 |
| 4  | Yakusha (役者)                            | Kuniyasu Nishina                                                         | Ryōta Itō                                       | 3 maja 2023      |
| 5  | Ren’ai riaritī shō (恋愛リアリティショー) | Sung Min Kim                                                             | Sung Min Kim                                    | 10 maja 2023     |
| 6  | Ego sāchi (エゴサーチ)                    | Kuniyasu Nishina                                                         | Kuniyasu Nishina                                | 17 maja 2023     |
| 7  | Bazu (バズ)                               | Yasuhiro Irie                                                            | Yasuhiro Irie                                   | 24 maja 2023     |
| 8  | Hajimete (初めて)                         | Daisuke Hiramaki                                                         | Moe Suzuki, Hiroaki Yoshikawa                   | 7 czerwca 2023   |
| 9  | B-Komachi (B小町)                         | Kōki Uchinomiya, Sung Min Kim, Daisuke Hiramaki                          | Hiroaki Yoshikawa                               | 14 czerwca 2023  |
| 10 | Puresshā (プレッシャー)                   | Yūji Tokuno                                                              | Yūji Tokuno                                     | 21 czerwca 2023  |
| 11 | Aidoru (アイドル)                         | Kuniyasu Nishina, Daisuke Hiramaki                                       | Sumie Noro                                      | 28 czerwca 2023  |

## Powieść
Powieść autorstwa Hajime Tanaki, będąca spin-offem serii, zatytułowana Oshi no ko: Ichibanoshi no Spica (jap. 【推しの子】 ～一番星のスピカ～), została wydana 17 listopada 2023. Druga książka autorstwa Tanaki, zatytułowana Oshi no ko: Futari no Etude (jap. 【推しの子】 ～ふたりのエチュード～), ma ukazać się 18 grudnia 2024.

## Live action
W styczniu 2024 ogłoszono, że seria otrzyma adaptację w formie TV dramy, dystrybuowanej wyłącznie na całym świecie przez Amazon Prime Video, oraz film live action dystrybuowany przez Toei. Premiera 8-odcinkowego serialu miała miejsce 28 listopada 2024, z kolei premiera filmu odbyła się 20 grudnia.

## Odbiór

### Sprzedaż
W kwietniu 2021 manga liczyła ponad 1 milion egzemplarzy w obiegu, natomiast w październiku 2022 ponad 3 miliony egzemplarzy. Do marca 2023 seria rozeszła się w nakładzie ponad 5 milionów kopii.

### Nagrody i nominacje
| Rok  | Ceremonia                           | Rezultat   | Źródło        |
| ---- | ----------------------------------- | ---------- | ------------- |
| 2021 | Manga Taishō                        | 5. miejsce | [ 36 ] [ 37 ] |
| 2021 | Next Manga Award                    | Wygrana    | [ 38 ]        |
| 2021 | Nagroda Shōgakukan Manga            | Nominacja  | [ 39 ]        |
| 2022 | Manga Taishō                        | 8. miejsce | [ 40 ] [ 41 ] |
| 2022 | Nagroda Kulturalna im. Osamu Tezuki | Nominacja  | [ 42 ]        |
| 2022 | Nagroda Kōdansha Manga              | Nominacja  | [ 43 ]        |